# Bob Dylan's 115th Dream
«Bob Dylan's 115th Dream» es una canción del músico estadounidense Bob Dylan, publicada en el álbum de estudio Bringing It All Back Home. En 2005, la revista Mojo la eligió la 68.º mejor canción del músico.
El título alude a «Bob Dylan's Dream», otra canción publicada dos años antes en The Freewheelin' Bob Dylan. Comienza con Dylan tocando la canción solo después de que el resto del grupo entrase a destiempo, antes de romper a reír y volver a comenzar, lo cual se reprodujo en la grabación final. Bruce Langhorne recalcó en el documental No Direction Home: «[Dylan] estaba tocando solo al principio y luego se detuvo y todo el mundo se echó a reír; y luego, dos segundos después, comenzó de nuevo y todo el mundo se unió, frenético».
La canción es una historia satírica y surrealista que une puntos de referencia históricos, literarios y narrativos desde el descubrimiento de América y Moby-Dick hasta la actualidad. Un protagonista, Captain Ahab (haciendo referencia al personaje homónimo de Moby-Dick) es el narrador de gran parte de la historia. A lo largo de la canción, tienen lugar numerosos encuentros extraños en una sardónica catalogación de sueños en paralelo y no lineales sobre la creación, el descubrimiento y los fundamentos de los Estados Unidos.

## Personal
- Bob Dylan: voz, guitarra y armónica
- Al Gorgoni: guitarra
- Kenneth Rankin: guitarra
- Bruce Langhorne: guitarra
- Joseph Macho Jr.: bajo
- William E. Lee: bajo
- Bobby Gregg: batería